# U.P. Overby
Ulrich Peter Overby (pseudonymer Overbye og Johannes Barner; født 17. januar 1819 i København, død 7. januar 1879 i Asminderød) var en dansk digter og socialist mest kendt for sit digt Socialisternes March fra 1872.
Overby fik i sine unge år en del digte trykt i blade og tidsskrifter. Han udgav også et par digtsamlinger og nogle eventyr. I 1853 fik han opført vaudevillen Karens Kjæreste på Det kongelige Teater anonymt. Opførelsen blev en stor fiasko. Sideløbende med digtningen arbejdede Overby på Hærens Klædedepot i København. Da Den Internationale Arbejdersammenslutning i Danmark blev oprettet, sluttede Overby sig til den nye bevægelse. I 1875 kom han til skade og måtte gå på pension, men blev trods sin svagelighed ved med at færdes blandt kammeraterne i arbejderbevægelsen, hvor han betragtedes som de fattiges digter. Han var gift med Ane Sophie Pedersen i 1848 og ligger begravet på Assistens Kirkegård i København. På hans gravsten står skrevet: "De fattiges digter ... I flugt går tiden over livets bølge / Dette minde sattes af sociale sangere".